# Springfield (Missouri)
Springfield és una població dels Estats Units a l'estat de Missouri. Segons el cens del 2009 tenia 157.630 habitants.

## Demografia
Segons el cens del 2000, Springfield tenia 151.580 habitants, 64.691 habitatges, i 35.709 famílies. La densitat de població era de 800 habitants per km².
Dels 64.691 habitatges en un 24% hi vivien nens de menys de 18 anys, en un 40,7% hi vivien parelles casades, en un 10,9% dones solteres, i en un 44,8% no eren unitats familiars. En el 35,3% dels habitatges hi vivien persones soles l'11,6% de les quals corresponia a persones de 65 anys o més que vivien soles. El nombre mitjà de persones vivint en cada habitatge era de 2,17 i el nombre mitjà de persones que vivien en cada família era de 2,82.
Per edats la població es repartia de la següent manera: un 19,9% tenia menys de 18 anys, un 17,4% entre 18 i 24, un 28% entre 25 i 44, un 19,8% de 45 a 60 i un 14,9% 65 anys o més.
L'edat mediana era de 34 anys. Per cada 100 dones de 18 o més anys hi havia 90 homes.
La renda mediana per habitatge era de 29.563 $ i la renda mediana per família de 38.114 $. Els homes tenien una renda mediana de 27.778 $ mentre que les dones 20.980 $. La renda per capita de la població era de 17.711 $. Entorn del 9,9% de les famílies i el 15,9% de la població estaven per davall del llindar de pobresa.

## Poblacions més properes
El següent diagrama mostra les poblacions més properes.